# Nowellia curvifolia

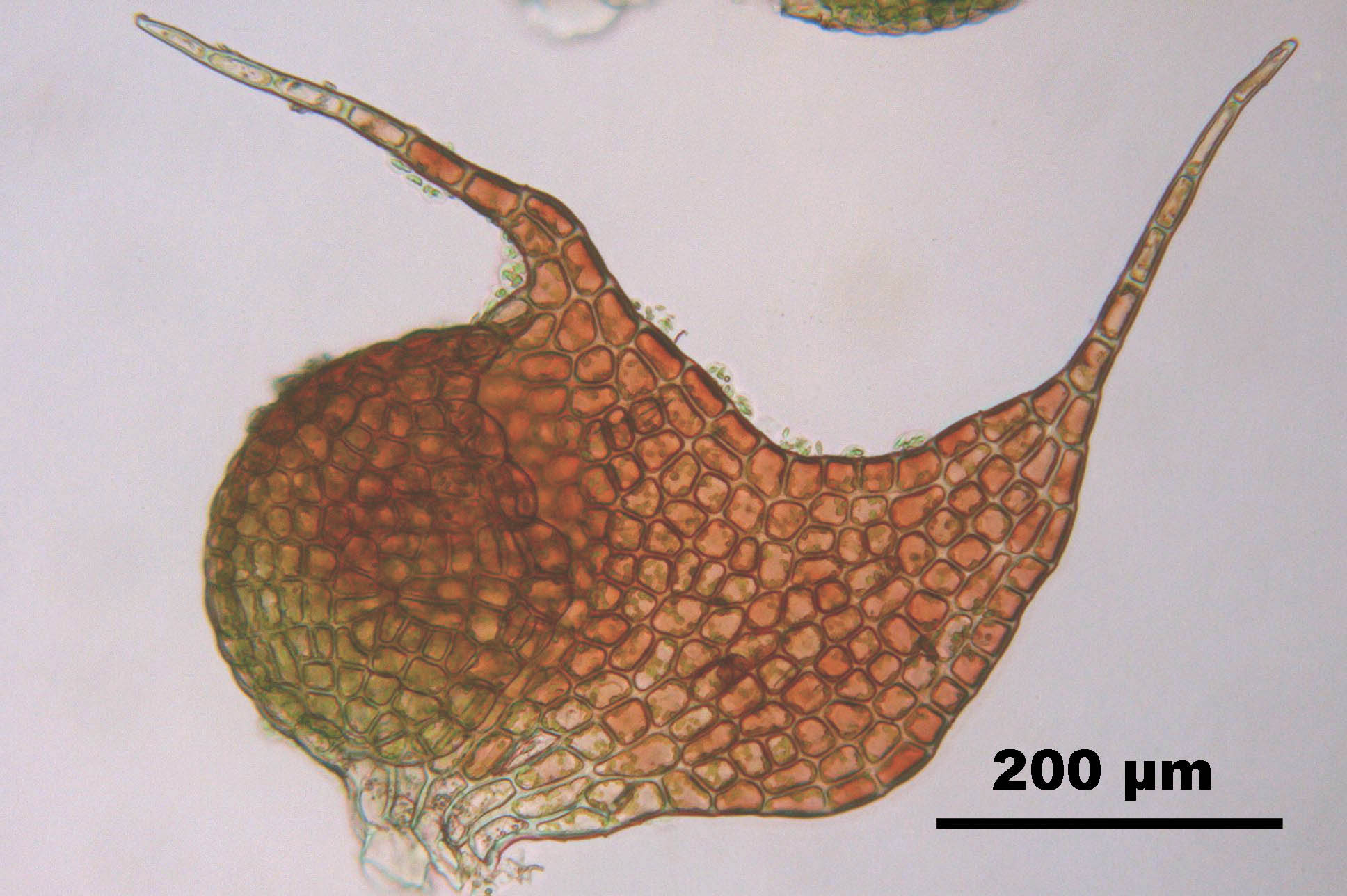
Einzelnes Blatt

Nowellia curvifolia (Synonym: Cephalozia curvifolia (Dicks.) Dumort.) ist eine Lebermoos-Art aus der Familie Cephaloziaceae und gehört zur Gruppe der beblätterten Lebermoose. Deutschsprachige Namen sind Krummblattmoos oder Krummblatt-Lebermoos.

## Merkmale
Nowellia curvifolia ist ein sehr zierliches Moos und bildet gelbgrüne bis rotbraune, flache Überzüge auf dem besiedelten Substrat. Die niederliegenden Pflänzchen sind schnurförmig und bis 1 Millimeter breit. Die locker abstehenden und einander sich überlappenden Blätter sind ganzrandig, etwas hohl, asymmetrisch und laufen in zwei haarförmige, 4 bis 10 einzellreihige Zipfel aus. Am hinteren unteren Blattrand befindet sich ein sackförmig umgeschlagener Blattlappen. Unterblätter sind nur an weiblichen Gametangienständen vorhanden, sonst fehlen sie. Die Blattzellen der Blattmitte sind zirka 20 bis 35 µm groß, haben gelblich verdickte Zellecken und zahlreiche winzige Ölkörper.
Die Moosart ist diözisch, mitunter auch monözisch. Die häufig gebildeten Perianthien sind lang, oben längsfaltig und haben eine gewimperte Mündung. Die weiblichen Hüllblätter sind zweiteilig und gezähnt. Sporen sind papillös, rotbraun und 8 – 9 µm groß. Sporenreifezeit ist im Frühling. Der vegetativen Vermehrung dienende Brutkörper sind gelegentlich an den Blatträndern oder -spitzen vorhanden, sie sind gelblichgrün, kugelig und 14 bis 19 µm groß.

## Ökologie
Nowellia curvifolia wächst an schattigen bis halbschattigen Standorten in Wäldern auf feuchtem, morschem Holz. Selten werden kalkfreie Felsen oder in ozeanischen Klimaregionen auch torfiger oder sandig-felsiger Untergrund besiedelt. Häufige Begleitmoose sind Blepharostoma trichophyllum, Herzogiella seligeri, Hypnum cupressiforme, Lophocolea heterophylla und Riccardia palmata.

## Verbreitung
Die allgemeine Verbreitung ist subozeanisch-montan. In Europa ist es besonders in den Gebirgen verbreitet, im Tiefland kommt es in Fichtenwäldern vor. Im hohen Norden Europas fehlt es, gegen Süden kommt es bis Nordspanien, Korsika und bis zum Balkan vor. Weitere Vorkommen gibt es in Asien, Nord-, Mittel- und dem nördlichen Südamerika.